# Polistes dorsalis
Polistes dorsalis är en getingart som först beskrevs av Johan Christian Fabricius 1775.
Polistes dorsalis ingår i släktet pappersgetingar och familjen getingar.

## Underarter
Arten delas in i följande underarter:
- Polistes dorsalis californicus
- Polistes dorsalis clarionensis
- Polistes dorsalis maritimus
- Polistes dorsalis neotropicus